# Norman Lash

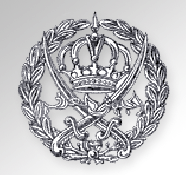
La Insigna de la Legión Árabe

Norman Oliver Lash (1908 – 1960) fue un oficial de policía británico adscrito a la Legión Árabe de Jordania. El 15 de mayo de 1948, se le dio el control de las operaciones en terreno de la Legión árabe en Palestina.
Designó a Abdullah el-Tell para dirigir la ofensiva en Jerusalén durante la Guerra árabe-israelí de 1948, la guerra por la que fue por muchos oficiales británicos por ser el comandante de campo de un ejército árabe. Un representante del jefe del personal británico, descritbió a Glubb Pashá, y a sus dos ayudantes de alto rango, Norman Lash y Ronald Broadhurst como los "Soldados de fortuna dela nacionalidad británica" durante la guerra de 1948.
Irónicamente, fue también criticado por oficiales árabes, como más de un político que un dirigente militar. 
Negoció el acuerdo de amnisticio jordano-israelí, que dio como resultado a los que llegó a ser conocido como la línea verde. Lash logró el rango de Mayor general, y se retiró de la Legión árabe de Jordania el 1 de abril de 1951. Fue sucedido por el brigadier Sam Sidney Arthur Cooke del Regimiento Lincolnshire. De acuerdo con Ma'an Abu Nawwar, oficial árabe en la Legión árabe, consideró que Lash tuvo menos experiencia como soldado, comparado con su sucesor Cooke.